# Ski Arlberg
Ski Arlberg is een skigebied in het Arlbergmassief in Tirol en Vorarlberg (Oostenrijk). Het gebied bestaat uit twee delen, te weten: Arlberg Oost en Arlberg West. Arlberg Oost bestaat uit de dorpen St. Anton am Arlberg, St. Christoph am Arlberg en Stuben am Arlberg. Arlberg West bestaat uit de dorpen Lech am Arlberg, Oberlech en Zürs am Arlberg.
Sinds de winter van 2013/2014 zijn de dorpen Lech, Oberlech, Zürs en Zug verbonden met het skigebied Warth-Schröcken. Over deze verbinding, de Auenfeldjet, is meer dan dertig jaar onderwerp van discussie geweest. In de zomer van 2016 is de Flexenbahn gebouwd. Met deze nieuwe liftinstallatie is 'der Kreis geschlossen'. Dit houdt in dat heel Ski Arlberg verbonden was. Hiermee is Ski Arlberg het grootste verbonden skigebied van Oostenrijk.

## De Witte Ring
De Witte Ring is een jaarlijkse skirace in het skigebied Ski Arlberg. Met 22 km wordt het skicircuit als langste ter wereld geacht. Het beginpunt is in Lech en het eindpunt in Zürs. Daartussen ligt een hoogteverschil van ongeveer 5500 meters.
De race werd voor de eerste keer in het seizoen 2005/2006 gehouden. Sindsdien nemen elk jaar 1000 skiërs deel.

## FIS Wereldbeker Alpineskiën
In 2001 organiseerde St. Anton am Arlberg de Wereldkampioenschappen Alpineskiën 2001.
Het skigebied Ski Arlberg is in het verleden de locatie geweest van enkele WK-skiraces, waaronder de volgende:
- Januari 1988: super-G (vrouwen), winnares: Zoe Haas (SUI)
- November 1991: 2 slalomwedstrijden (vrouwen), winnaressen: Vreni Schneider (SUI) en Bianca Fernández Ochoa (SPA)
- Januari 1993: slalom (mannen), winnaar: Thomas Fogdö (SWE)
- Januari 1993: combinatie (mannen), winnaar: Marc Girardelli (LUX)
- December 1993: super-G (mannen), winnaar: Hannes Trinkl (AUT)
- December 1994: 2 slalomraces (mannen), winnaar (beide): Alberto Tomba (IT)

Na 26 jaar worden in november 2020 weer alpine skiraces gehouden in Lech-Zürs. Er worden 20.000 toeschouwers verwacht. De races vinden plaats op 14 en 15 november in de Flexenarena Zürs onder de naam "Flexenrace". Ze zullen bestaan uit parallelle skiraces (mannen/vrouwen) en een gemengd teamevenement. Daarnaast zal er op 9 en 10 januari 2021 een gecombineerde skirace met een slalom en een super-G in St. Anton am Arlberg plaats vinden.

## Liften
Het skigebied heeft een liftsysteem bestaande uit een verscheidenheid aan kabel- en sleepliften waaronder 15 kabelbanen (kabelbanen, gondels en funitels), 45 stoeltjesliften (14 2-persoons liften, 1 3-persoons lift, 13 4-persoons liften, 16 6-persoons en 1 8-persoons lift) en 28 sleepliften.

## Trivia
- In Ski Arlberg heeft men de mogelijkheid om 70% van alle pistes kunstmatig te besneeuwen met behulp van sneeuwkanonnen. Dit is ongeveer 200 km van het totale aantal pistenkilometers en wordt mogelijk gemaakt door 915 sneeuwkanonnen. In Arlberg Oost is het percentage kunstmatig besneeuwbare pistes 90%, in Arlberg West 50% en in Sonnenkopf 0%.
- Sinds de winter van 2017/2018 is het skigebiedsdeel van Warth volledig besneeuwbaar. Daarvoor wordt er in de jaren 2016 en 2017 11 miljoen geïnvesteerd in de bouw van een wateropslag en in de aankoop van meer dan 80 sneeuwkanonnen. Daarnaast zal in dezelfde jaren ook 2,5 miljoen euro geïnvesteerd worden in het besneeuwbaar maken van de pistes rondom de Aufenfeldjet. Dit om in de toekomst de verbinding met Lech te kunnen garanderen.
- Een opmerkelijke lift is de "Weibermahd", een combilift, wat betekent dat 8-persoons stoeltjesliften en 10-persoons gondels elkaar afwisselen aan hetzelfde touw. Het is de eerste combilift die in Vorarlberg is geïnstalleerd en is vervaardigd door het Oostenrijks-Zwitserse bedrijf Doppelmayr.[9]